# Lambermont (Florenville)
Pour les articles homonymes, voir Lambermont (homonymie).
Lambermont est un village de la ville belge de Florenville situé en Région wallonne dans la province de Luxembourg.
Il fait partie de la section de Muno.

## Géographie
Le village est limitrophe de la frontière française au sud et à l’ouest, de Muno au nord-ouest et de Watrinsart au nord-est.

## Curiosités
L’église a pour patron saint Jean-Baptiste.